# Красные Ткачи
Кра́сные Ткачи́ — посёлок (в 1927—2019 годах — посёлок городского типа) в Ярославском районе Ярославской области России.
В рамках организации местного самоуправления входит в Карабихское сельское поселение; в рамках административно-территориального устройства включается в Карабихский сельский округ.

## География
Расположен на правом берегу реки Которосль, в 6 км от железнодорожной станции Козьмодемьянск (на линии Ярославль — Москва), на старой Московской дороге, в 18 км к югу от Ярославля. Центральная часть крупнейшей сельской агломерации Ярославской области: Красные Ткачи, Дубки, Карабиха, Речной, Черелисино, Боровая, Ноготино, Ершово, посёлок пансионата «Ярославль», Кормилицино, Комарово — с перспективным населением 11—11,5 тысяч жителей.

## История
Посёлок был образован при ткацкой фабрике, выстроенной в 1880 году между деревнями Карабиха и Ноготино купцом Петром Алексеевичем Сакиным. Первоначально на фабрике применялся ручной труд; в 1888 году был заложен цех механической ткацкой (автор проекта — Андрей Достоевский). В 1900 году при фабрике была открыта школа.
В мае 1927 года посёлок при фабрике Сакина переименовали в «рабочий посёлок Красные Ткачи».
Статус посёлка городского типа — с 1927 года до 2018 года.
В 2005—2009 годах Красные Ткачи были городским поселением.
1 января 2019 года рабочий посёлок (пгт) был переведён в категорию сельского населённого пункта как посёлок.

## Население
| 1939  | 1959  | 1970  | 1979  | 1989  | 2002  | 2007  |
| ----- | ----- | ----- | ----- | ----- | ----- | ----- |
| 4406  | ↗4729 | ↗5405 | ↘4821 | ↘4458 | ↘4141 | ↘4027 |
| 2009  | 2010  | 2011  | 2012  | 2013  | 2014  | 2015  |
| ↗4065 | ↘3943 | ↘3900 | ↗4094 | ↗4185 | ↗4218 | ↗4276 |
| 2016  | 2017  | 2018  | 2021  |       |       |       |
| ↗4280 | ↘4235 | ↘4220 | ↘4213 |       |       |       |

В 1914 году в посёлке проживало 720 человек.
По состоянию на 1989 год проживало 4458 человек., на 2021 год — 4213 человек.
Рождаемость в посёлке Красные Ткачи составляет за последние годы около 47 на 1000 жителей, общая смертность — 74 на 1000, отрицательный естественный прирост 27.

## Экономика
Основное предприятие посёлка — текстильная фабрика «Красные ткачи» производящая весь спектр махровых и трикотажных изделий, является градообразующим предприятием. Также в посёлке расположен объект пищевой промышленности — ПО «Красные Ткачи».

## Инженерная инфраструктура
Красные Ткачи обеспечены электроснабжением, природным газом, теплоснабжением, водоснабжением, водоотведением.
Теплоснабжение обеспечивается от котельной ОАО «Красные Ткачи»; на её балансе находятся производственные объекты фабрики, жилищного фонда и социальной сферы посёлка. Мощность котельной составляет 2*40,5 Гкал/час. Вид топлива — природный газ. Протяжённость тепловых и паровых сетей двухтрубном исчислении составляет 1,6 км.
Водоснабжение обеспечивается от артезианской скважины ОАО «ЯР ПУ ЖКХ» и водозабора из Которосли ОАО «Красные Ткачи». Производительность 2 артезианских скважин составляет ориентировочно 12 м³/час каждая. Производительность водозабора из Которосли ОАО «Красные Ткачи» составляет 250 м³/час, фактически среднесуточный водозабор составляет 60 м³, в том числе на хозпитьевые нужды — 30,5 м³. Протяжённость уличной водопроводной сети составляет 4,7 км; на ней расположены 28 водоразборных колонок; изношенность водопроводных сетей составляет 70 %. Водоснабжение индивидуального жилого фонда осуществляется также из 39 подземных колодцев общего пользования.
Водоотведение осуществляется на канализационные очистные сооружения, принадлежащие ОАО «Красные Ткачи», построенные в 1974 году. Мощность очистных сооружений составляет 4 тыс. м³/сут.; фактически пропускается 0,9 тыс. м³/сут.; очистные сооружения осуществляют полную биологическую очистку. Объёмы сброса сточных вод в поверхностные водоёмы составляют 358 тыс. м³/год, в том числе хозяйственно-бытовых вод — 289 тыс. м³/год. Протяжённость уличной канализационной сети составляет 1,1 км.

## Социальная сфера
Имеется два детских сада. Красноткацкая сельская школа на 600 учащихся расположена в деревне Ноготино. Есть детская спортивная школа и футбольный клуб «Текстильщик».
Есть две аптеки, 2 стационарных учреждения социального обслуживания для граждан пожилого возраста и инвалидов на 506 мест, в Карабихе расположена больница Ярославского района на 200 коек.
Имеется почтовое отделение связи и отделение банка.
Ближайшая действующий православный храм — церковь Троицы в селе Введенье.
Ближайшее кладбище находится в Карабихе, ближайшее развивающееся — Сидорковское кладбище поблизости от деревни Селифонтово.

## Достопримечательности
Близ посёлка, в селе Карабиха, расположен Государственный литературно-мемориальный музей-заповедник Н. А. Некрасова «Карабиха» — поэт бывал в усадьбе с 1861 по 1875 год. Сохранились постройки XVIII века, усадебный парк. С 1967 года здесь ежегодно в первую субботу июля проводятся праздники некрасовской поэзии.
Историческую ценность представляют дом фабриканта Н. И. Сакина (ул. Пушкина, 10; 1910 год) и 2 корпуса фабрики Бранта (ул. Пушкина, 25; 1884 и 1888 годы).
На территории Красных Ткачей находится один охраняемый природный объект муниципального уровня площадью 4 га — ключ на улице Боровая.

### Памятники
- Воинам-землякам, погибшим во время Великой Отечественной войны[29].

## Известные уроженцы
- Богомолов, Игорь Михайлович (1924—1987) — советский футболист, тренер; мастер спорта СССР.
- Володин, Павел Семёнович (1901—1941) — советский военный деятель, генерал-майор авиации.